# 马克·菲利普斯
馬克·安東尼·彼得·菲利普斯（英語：Mark Anthony Peter Phillips，1948年9月22日—）是一位為英國贏得奧運金牌的馬術運動員，也是長公主安妮的第一任丈夫，兩人育有兩名子女。他至今仍是英國馬術界的重要人物，同時也是著名的三日賽賽道設計師及《馬與犬》雜誌的專欄作家。

## 家庭背景與早年生活
馬克·安東尼·彼得·菲利普斯生於1948年9月22日。他是陸軍少校彼得·威廉·加賽德·菲利普斯（Peter William Garside Phillips，MC，1920–1998）與安妮·帕特里夏·菲利普斯（Anne Patricia Phillips，娘家姓蒂亞克斯；1925–1988）的兒子，兩人於1946年結婚。彼得·菲利普斯少校是約瑟夫·赫伯特·菲利普斯的幼子，也是威廉·加賽德·菲利普斯的孫子。安妮·菲利普斯曾就讀於唐屋學校，並在第二次世界大戰期間服役於英國皇家海軍女子服務隊。她是約翰·格哈德·愛德華·蒂亞克斯（John Gerhard Edward Tiarks，1896–1962）的獨生女。約翰曾參與第一次世界大戰與第二次世界大戰，官至陸軍準將，並於1947年至1950年間擔任喬治六世的侍從官；其妻為伊芙琳·佛羅倫斯·克里普斯（Evelyn Florence Cripps，1899–1994）。馬克有一名妹妹莎拉·安妮·斯特普爾斯（Sarah Anne Staples，娘家姓菲利普斯（Phillips）；1951–2014）。
菲利普斯先後就讀於格洛斯特郡尤利附近的斯托茨山預備學校、馬爾堡學院，後進入桑赫斯特皇家軍事學院。

## 軍事生涯
從桑德赫斯特皇家軍事學院畢業後，菲臘斯於1969年7月被授予少尉軍銜，並加入第1女王龍騎兵衛隊。他於1971年1月晉升為中尉。到1973年11月與長公主安妮結婚時，菲臘斯已是代理上尉。1974年1月，他被任命為伊利沙伯二世的私人副官。菲臘斯於1975年7月正式晉升為上尉，並於1978年3月30日從陸軍退役。
退役後，菲臘斯仍繼續使用「馬克·菲臘斯上尉」的稱號，因為按照慣例，退役的騎兵上尉若從事與馬匹相關的民間工作（特別是賽馬或馬術運動）時可保留原軍銜。

## 馬術生涯

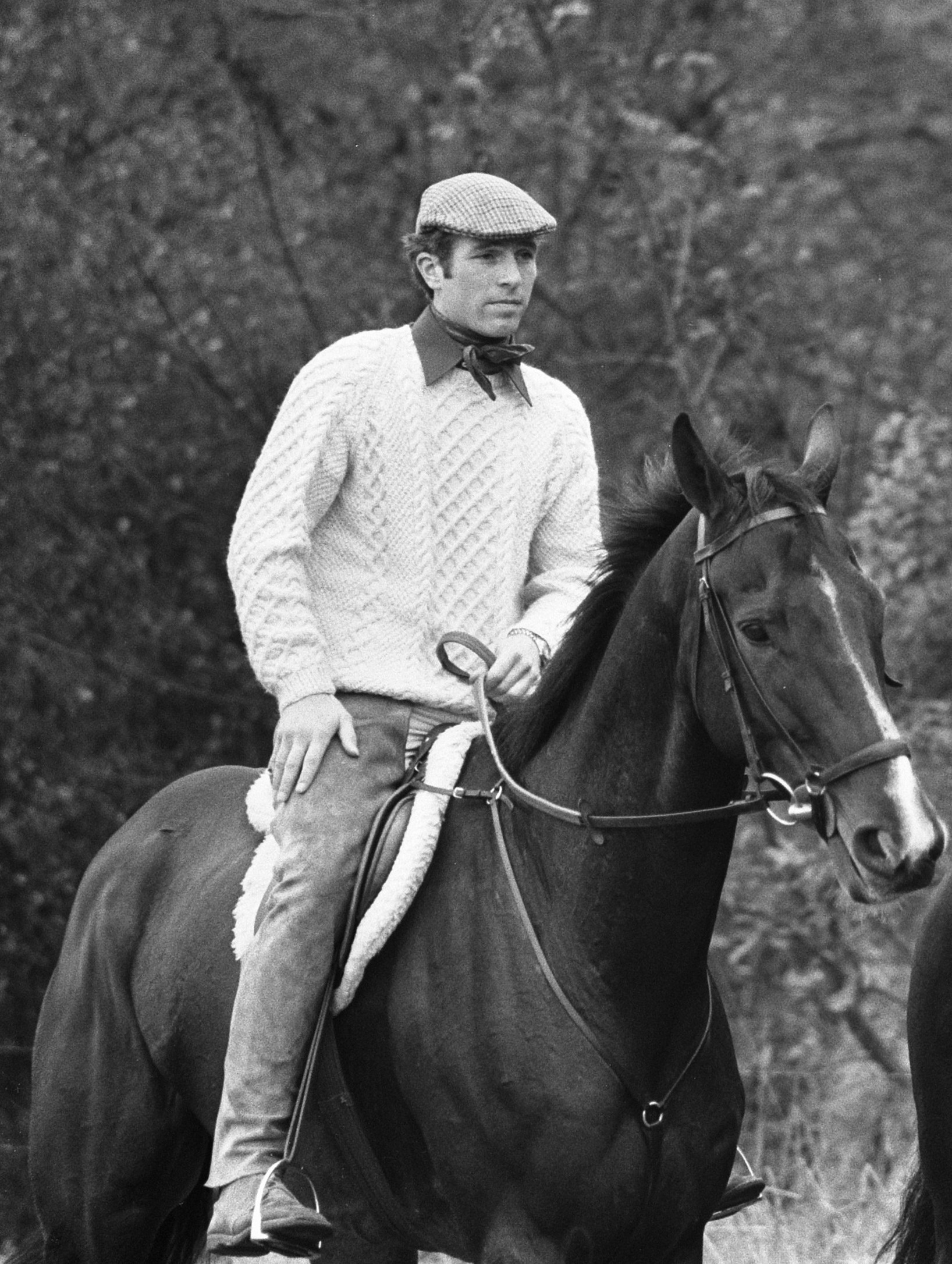
1973年的馬克·菲利普斯。

菲利普斯是1968年奧運會英國馬術隊的後備成員。他是英國團體三項賽隊的一員，該隊在1970年贏得世界冠軍，1971年贏得歐洲冠軍，並在1972年奧運會上獲得金牌；個人項目中，他在1972年排名第35位。在1988年奧運會上，他的馬匹因肌肉拉傷無法完成個人三項全能比賽，但菲利普斯與英國隊一起獲得了銀牌。菲利普斯曾四次在伯明頓馬術三項賽中奪冠，分別是1971年和1972年騎乘，1974年騎乘，以及1981年騎乘。正是通過馬術活動，他認識了伊利沙伯二世和愛丁堡公爵菲臘親王的獨女安妮公主，並與她結婚。他們的女兒扎拉·菲利普斯後來在倫敦舉行的2012年奧運會的團體三項賽中與英國隊一起獲得銀牌。
1998年，菲利普斯為紅山馬術比賽設計了越野場地，這是位於美國佛羅里達州塔拉赫西的奧運資格賽。他現在是《馬與犬》雜誌的定期專欄作家。他仍然是英國馬術界的重要人物，並擔任美國馬術隊的「隊長」。

## 個人生活
菲利普斯於1968年在一場馬術愛好者的聚會上首次遇見他未來的妻子安妮公主。兩人於1973年11月14日在西敏寺結婚。他們育有兩名子女：彼得（生於1977年）和扎拉（生於1981年）。女王為這對夫婦購買了位於明欽漢普頓附近的加特康比公園作為結婚禮物。
1989年8月，安妮公主與菲利普斯宣布分居，因婚姻多年來已承受壓力。兩人鮮少共同公開露面，且均與他人傳出緋聞。他們繼續共同撫養子女，並最初聲明「無離婚計劃」。期間，菲利普斯仍於加特康比公園的住所工作。1991年，基因檢測證實菲利普斯為生於1985年8月的紐西蘭女孩費莉西蒂·湯金（Felicity Tonkin）的生父，其母為藝術教師希瑟·湯金（Heather Tonkin）。菲利普斯與安妮於1992年4月23日正式離婚。
1997年2月1日，菲利普斯與美國奧運盛裝舞步騎手桑迪·普弗魯格結婚。他們的女兒斯蒂芬妮（Stephanie）於1997年10月2日出生。她在加特康比公園的阿斯頓農場（Aston Farm）長大，鄰近安妮公主一家，並曾擔任同父異母姐姐扎拉·廷德爾婚禮的伴娘。
2012年5月3日，菲利普斯的律師確認他與普夫呂格已分居並計劃離婚，同時菲利普斯與美國馬術運動員勞倫·霍夫交往。
菲利普斯的個人財富估計約1500至2000萬英鎊。他與安妮公主離婚時獲得的贍養費被描述為「適中」，據報約300萬美元。
2022年9月19日，菲利普斯出席其前岳母伊利沙伯二世於聖喬治禮拜堂的安葬儀式。

## 外部連結
- 马克·菲利普斯在Olympics.com的个人资料和比赛数据
- 马克·菲利普斯在Olympedia的个人资料和比赛数据
- 英國國家肖像館中的马克·菲利普斯肖像
- 马克·菲利普斯在互联网电影资料库（IMDb）上的資料（英文）